# Адам II де Брюс
Адам II де Брюс (англ. Adam de Brus; умер в 1196/1198) — феодальный барон Скелтона примерно с 1143 года, сын Адама I де Брюса от брака с Агнессой Омальской. Из-за малолетства Адама в момент смерти отца управление его владениями оказались в руках брата матери, графа Вильгельма Омальского, который смог сохранить контроль над некоторыми поместьями племянника и после его совершеннолетия. В отличие от деда, он не играл особой роли в политической жизни Англии. Но благодаря удачному браку к концу жизни Адаму удалось восстановить благосостояние семьи.

## Происхождение
Роберт происходил из рода Брюсов, который имел нормандские корни. Родоначальником данного рода долгое время считался нормандец Роберт де Брюс, который якобы участвовал в битве при Гастингсе, после чего получил владения в Англии, но в настоящее время эта версия считается сомнительной. Первым достоверно известным предком династии сейчас считается Роберт I де Брюс, который происходил из Брикса (к югу от Шербура). Он был союзником будущего короля Генриха I, который, получив английскую корону, даровал Роберту обширные земли в Йоркшире: сначала 80 поместий, которые в основном были сосредоточены в уэпентейке Кларо, а позже ещё 30 поместий около Скелтона. В дальнейшем владения ещё увеличились за счёт пожалования поместий в Харте и Хартнессе (графство Дарем). Также Роберт был хорошо знаком с будущим шотландским королём Давидом I, который, получив корону, даровал Роберту Аннандейл в Шотландии.
От брака Роберта I и Агнессы, которая, возможно, происходила из рода Сурдевалей, родилось двое сыновей: старший, Адам I, и младший, Роберт II. Большую часть английских владений унаследовал именно Адам, ставший родоначальником Скелтонской (английской) ветви Брюсов, а Роберт II, получивший Аннандейл, Хартнесс и некоторые поместья в Йоркшире в качестве арендатора младшего брата, стал родоначальником шотландской ветви рода.
В первичных источниках имя жены Адама I не указывается. Поздние исследователи считают, что женой Адама была Агнесса Омальская, дочь Стефана де Блуа, графа Омальского, и Авизы де Мортимер. Это предположение основано на сообщении рукописной истории об основании аббатства Мелс, где указывается, что Ангесса Омальская была выдана замуж за Питера де Брюса, что имеет хронологическую проблему. Единственный Питер де Брюс, который известен — младший брат Роберта I, но если он в это время и был жив, то ему было достаточно много лет. Поэтому либо Агнесса была его второй женой, либо рукопись перепутала Питера де Брюса с его племянником Адамом. Существовала также версия, что женой Адама могла быть родственница рода Перси. В этом браке родился Адам I, единственный сын Адама I.

## Биография
Год рождения Адама II неизвестен, но в момент смерти отца около 1143 года он был несовершеннолетним. Его мать уже через год или два вышла замуж за Вильгельма II де Румара, сына Вильгельма I де Румара, графа Линкольна, племянника Ранульфа де Жернона, графа Честера. Этот брак организовал амбициозный брат Агнессы, Вильгельм Омальский, который стремился заручиться союзниками против его противника, Гилберта де Ганта. Но уже в 1151 году Агнесса овдовела вторично, поскольку Вильгельм де Румар погиб в одной из битв идущей в это время в Англии гражданской войны, оставив вдову с ещё одним малолетним ребёнком.
Ранняя смерть отца и малолетство Адама оказало негативное влияние на его карьеру. Управление владениями несовершеннолетнего наследника оказалось в руках Вильгельма, графа Омальского, который всячески старался увеличить свою власть в регионе за счёт более мелких баронов, в результате чего его считали «истинным королём за пределами Хамбера», чем Стефан Блуаский. И подобное не могло не сказаться на отношении к нему ставшего в 1154 году королём Генриха II Плантагенета.
Совершеннолетия Адам достиг между 1156 и 1160 годами. Упадок в Скелтонской баронии, связанный с управлением Вильгельма Омальского, продолжался и после смерти последнего, случившееся в 1179 года. Тогда земли в Эксдейле, включая и бывшую столицу владений Брюсов в Данби, которую граф сохранил и после совершеннолетия Адама, отошли к короне. Взамен Адаму были переданы менее значимые поместья Коллингхэм и Рингтон в Западном райдинге, которыми владел его дед Роберт I до 1103 года, а также Бардси и Миклитуэйт. Последнее в будущем привело его к конфликту с монахами аббатства Киркстолл.
Единственное упоминание Адама в современной хронике относится к 1173 году: «Хроника Петерборо» называет его вместе с дядей Робертом II верным сторонником короля во время восстания Генриха Молодого короля против Генриха II 1173—1174 годов. Хотя подробности не приводятся, но там же указаны несколько известных северных роялистов (Уильям де Вески, Одонель де Умфравиль и Роберт III де Стутвиль), что, вероятно, указывает на тот факт, что он был одним из йоркширских арендаторов, которые освободили Прудхо от шотландцев. Однако верность не помогла Адаму в 1176 году, когда во время проведения оценки лесов он был, как и другие йоркширские бароны, оштрафован, причём вместе с дядей он оказался в числе 5 баронов, получивших наиболее крупный штраф — 100 фунтов.
Хотя Адам и являлся главным арендатором короля, имея владения размером в 15 рыцарских фьефов, но, в отличие от дяди, он не участвовал в крупных политических событиях. Сохранилось только одно свидетельство его пребывания при королевском дворе: в 1189 году он участвовал в Великом совете, который проводился в аббатстве Пайпвелл после коронации Ричарда I Львиное Сердце; его имя упоминается в длинном списке свидетелей королевской хартии, которую Ричард издал в аббатстве Геддингтон. Хотя его имя могло присутствовать и на других, не сохранившихся хартий, но скудность упоминаний указывает на малое влияние Адама на английскую политику.
Остальные упоминания Адама в источниках носят исключительно финансовый или административный характер и не выходят за пределы Йоркшира. Он выплачивал налоги, управлял арендаторами и покровительствовал религиозным учреждениям. В 1180 году Брюс вместе со своими людьми ограбил норвежское судно, потерпевшее кораблекрушение около берегов Кливленда. Адам несколько раз выплачивал скутаж, что, вероятно, указывает на то, что он не брал в руки оружие, если военные действия не касались его непосредственно. Очевидно, что он не служил сам и не поставлял рыцарей для участия военных походов Генриха II в Уэльс и Ирландию и валлийского похода Ричарда I 1190 года. Но Алан не выплачивал скутаж за Галлоуэйскую кампанию 1186 года, которая закончилась подчинением Роланда Галлоуэйского Генриху, поэтомув этом походе он, вероятно, участвовал. К концу своей жизни Брюсу было даровано освобождение от службы в 1194 году; хотя его в 1196 году обвинили в невыплате скутажа за нормандский поход, он был помилован — вероятно, потому, что вместо отца на службу отправился его сын и наследник Питер. Это последнее встречающееся известие об Адаме. Он точно был мёртв в 1198 году.
Благодаря браку с Иветтой де Арчес, дочерью и наследницей Уильяма де Арчеса, Адам получил контроль над феодальным владением Арчес, которое включало 7 рыцарских фьефов в Западном райдинге (в основном в уэпентейке Эйнсти). Центром владений было поместье Торп-Арч, входившее в состав онора Моубреев. Иветта была вдовой Роджера де Фламвиля, одного из арендаторов и близкого товарища Роджера I де Моубрея. Рут Блэкели высказала предположение, что брак мог быть заключён после восстания Генриха Молодого короля, сторонником которого был Моубрей, когда его владения временно оказались под контролем короны. Если право брака овдовевшей Иветты в это время принадлежало короне, то брак мог преследовать целью вывести владения Арчесов из под контроля Моубрея. Его мог организовать Вильгельм Омальский, который сам имел связи с родом Арчесов.
Брак с богатой вдовой позволил Адаму компенсировать потерю владений, которые оставались под контролем Вильгельма Омальского. В этом браке родился сын Питер и дочь Изабелла. Также Иветта сохранила опеку как минимум над одной из своих дочерей от первого брака, Агнессой. Эту дочь, которая унаследовала от матери Кирк Хаммертон, Адам выдал замуж за одного из своего крупного арендатора — Уильяма Брюса из Килдейла, который находился под его опекой с 1170 года. Он происходил из младшей ветви рода Перси. Собственную же дочь, Изабеллу, Адам выдал замуж за Генри де Перси, одного из наследников Агнессы де Перси из старшей ветви Перси из Топклифа. Сына Адам женил на Джоан, находившейся в родстве с другим знатным йоркширским родом — Ласи, в результате чего тот оказался связан с будущими графами Линкольна.
Как и многие современники, Адам много брал в долг у евреев. Когда в 1191 году на счета казначейства были переведены все обязательства перед Аароном Линкольнским, долг Адама составил 800 марок — вдвое больше, чем у его дяди Роберта II. Он выплатил половину долгов до своей смерти, но его наследник Питер унаследовал вместе с отцовской баронией и долги. Однако Адаму к моменту смерти удалось восстановить семейное благосостояние настолько, что через 2-3 года после смерти отца Питер смог предложить королю Иоанну Безземельному 1000 фунтов для выкупа Данби и леса Эскдейла для себя и своих потомков.

## Брак и дети
Жена: после 1167 Иветта де Арчес (умерла после 1192), дочь Уильяма де Арчеса, вдова Роджера де Фламвиля. Дети:
- Изабелла де Брюс (около 1168/1170 — после 1230); 1-й муж: Генри де Перси (около 1156 — ранее 29 сентября 1198); 2-й муж: Роджер де Модит[6].
- Питер II де Брюс (умер 17 января 1211), феодальный барон Скелтона с 1196/1200[6].